# Högtjärnen (Hackås socken, Jämtland, 694779-144822)
Högtjärnen är en sjö i Bergs kommun i Jämtland och ingår i Indalsälvens huvudavrinningsområde.